# Клан Пейслі
Клан Пейслі (шотл. - Clan Paisley) - один з кланів рівнинної частини Шотландії - Лоулендсу. Клан не має визнаного герольдами Шотландії вождя, тому називається в Шотландії «кланом зброєносців».
Гасло клану: Be Sure - Бути впевненим

## Історія клану Пейслі
Назва клану Пейслі має територіальне походження - походить від назви землі в Ренфруширі. Вільям Пасселоу згадується в королівських грамотах Вільяма Лева щодо земельної власності як свідок у 1179 та в 1190 році. Вільям Пасселев згадується в грамотах щодо земельної власності «Алана філіуса Вальтера».
Вільям де Пассел, можливо все той же Вільям, у 1199 році згадується в королівській грамоті як свідок щодо жертвування землі церкві Кінкардін в абатстві Камбускеннет.
Домінус Йоханес де Пасселет був свідком принесення пожертвувань Літелом Гуваном для госпіталю Полмейд у 1320 році.
У 1600 році Генрі Пейслі був вільним громадянином міста Глазго. У 1616 році Джон Пейслі був жителем міста Абердин.
У Дамфрісширі жили люди з клану Пейслі відзначились на державній службі в XVII - XVIII століттях. 
У 1689 році в Хоїк жив швець на ім'я Вільям Пейслі. Пізніше в XVIII столітті був чоловік з клану Пейслі, що ввійшов в історію як горезвісний «священик» в шотландському селищі Гретна Грін. У той час в Шотландії були більш ліберальні закони щодо шлюбу, ніж в Англії. І в цьому селищі на кордоні з Англією були "священики", що влаштовували шлюбну церемонію в обхід законів Англії.